# Джамал, Мариам Юсуф
Мариам Юсуф Джамал (ар. مريم يوسف جمال; настоящее имя Zenebech Tola Kotu; род. 16 сентября 1984 года) — бахрейнская легкоатлетка эфиопского происхождения. Специализируется в беге на 1500 метров. Олимпийская чемпионка Игр в Лондоне на этой дистанции.

## Биография
Родилась в небольшой деревушке в провинции Арси, Эфиопия. В том же селе родился легендарный Хайле Гебреселассие. Как и все другие дети этого района, она пыталась добиться таких же успехов, как и их знаменитый соотечественник. Ежедневно ходила в школу — 16 километров в день. Заниматься лёгкой атлетикой начала в возрасте 15 лет. Первоначально выступала в спринте и в прыжках в высоту, и только через год перешла на средние дистанции. В 2002 году поступила в спортивный клуб «Muger» в Аддис-Абебе. В 2002 году переехала в Швейцарию, чтобы выступать на соревнованиях в Европе. Попросила политического убежища в Швейцарии, однако её просьбу отклонили. В 2004 году заняла 2-е место на этапе Бриллиантовой лиги Weltklasse Zürich на дистанции 3000 метров.
На международной арене дебютировала в 2003 году на Атлетиссиме, где заняла последнее место в беге на 3000 метров. В 2005 году получила бахрейнское гражданство, и с тех пор стала выступать за свою новую родину. Стала победительницей кроссового пробега Eurocross в 2011 году.
Выиграла чемпионат мира 2007 года с результатом 3.58,75.
Личные рекорды: 3000 метров — 8.28,87; 5000 метров — 14.51,68.

## Личная жизнь
С 2006 года замужем за Тареком Сабтом Якубом, который также является её тренером.

## Достижения
| Год  | Соревнование               | Город     | Дисциплина        | Место | Время   |
| ---- | -------------------------- | --------- | ----------------- | ----- | ------- |
| 2005 | Чемпионат мира             | Хельсинки | 1500 метров       | 5-е   | 4.02,49 |
| 2005 | Легкоатлетический финал    | Монако    | 1500 метров       | 1-е   | 3.59,35 |
| 2006 | Чемпионат мира в помещении | Москва    | 1500 метров       | 3-е   | 4.05,53 |
| 2006 | Легкоатлетический финал    | Штутгарт  | 1500 метров       | 1-е   | 4.01,58 |
| 2006 | Кубок мира                 | Афины     | 1500 метров       | 1-е   | 4.00,84 |
| 2006 | Азиатские игры             | Доха      | 800 метров        | 1-е   | 2.01,79 |
| 2006 | Азиатские игры             | Доха      | 1500 метров       | 1-е   | 4.08,63 |
| 2007 | Чемпионат Азии по кроссу   | Амман     | Личное первенство | 1-е   |         |
| 2007 | Легкоатлетический финал    | Штутгарт  | 1500 метров       | 1-е   | 4.01,23 |
| 2008 | Чемпионат мира в помещении | Валенсия  | 1500 метров       | 2-е   | 3.59,79 |
| 2008 | Олимпийские игры           | Пекин     | 1500 метров       | 5-е   | 4.02,71 |
| 2008 | Легкоатлетический финал    | Штутгарт  | 1500 метров       | 5-е   | 4.06,59 |
| 2009 | Чемпионат Азии по кроссу   | Манама    | Личное первенство | 1-е   |         |
| 2010 | Азиатские игры             | Гуанчжоу  | 1500 метров       | 1-е   | 4.08,22 |
| 2012 | Олимпийские игры           | Лондон    | 1500 метров       | 1-е   | 4.10,74 |
| 2014 | Азиатские игры             | Инчхон    | 1500 метров       | 1-е   | 4.09,90 |

Не выступала на чемпионате мира 2013 года в Москве.

## Сезон 2014 года
9 мая выступила на Qatar Athletic Super Grand Prix, где заняла 12-е место в беге на 3000 метров — 8.47,74.